# Mascouche
Mascouche é uma cidade localizada na província de Quebec no Canadá.